# Entomologist’s Record and Journal of Variation
The Entomologist’s Record and Journal of Variation — старейший британский научный журнал, посвящённый проблемам энтомологии и всестороннему исследованию насекомых, с особенным вниманием к бабочкам. Основан в 1890 году.

## История
Журнал основан 15 апреля 1890 года английским лепидоптерологом James William Tutt (1858—1911). В настоящее время редактором журнала является Colin W. Plant. Журнал выходит каждые два месяца.
В январе 2009 года стал органом печати общества Amateur Entomologists' Society.

## ISSN
- ISSN 0013-8916